# Anton Handlirsch
Anton Handlirsch, född 20 januari 1865 i Wien, död där 28 augusti 1935, var en österrikisk entomolog.
Anton Handlirsch var assistent och kustos vid naturhistoriska museet i Wien. Han arbetade dels med recenta insekter, bland annat som medarbetare i Handbuch der Entomologie och Handbuch der Zoologie, i vilka han författade väsentliga delar, dels med fossila insekter. I Die fossilen Insekten (2 band, 1906–1908) framlade Handlirsch den första sammanställningen över dessa. Detta arbete kom att bli av grundläggande betydelse för paleoentomologin. Senare följde bland annat större arbeten om paleozoiska insekter, om insekternas fylogeni, metamorfosens uppkomst med flera allmänna problem.